# Lentinus copulatus
Lentinus copulatus är en svampart som först beskrevs av Christian Gottfried Ehrenberg, och fick sitt nu gällande namn av Henn. 1898. Lentinus copulatus ingår i släktet Lentinus och familjen Polyporaceae.   Inga underarter finns listade i Catalogue of Life.